# Ingeborg Magnusdotter av Sverige
Ingeborg Magnusdotter av Sverige, född tidigast 1277, död 5 april eller 15 augusti 1319, begravd i Ringsted, var en svensk prinsessa och dansk drottning, dotter till kung Magnus Ladulås och drottning Helvig av Sverige och gift med kung Erik Menved av Danmark.

## Biografi
Ingeborg trolovades med Erik av Danmark år 1288. 19 år gammal förmäldes Ingeborg 1296 med den danske kungen Erik Menved i Helsingborg. På grund av makens tvist med kyrkan mottog de dock inte dispension av kyrkan för äktenskapet förrän 1297. 
Ingeborg beskrivs som vacker och mild och anses inte ha haft någon politisk betydelse. År 1304 närvarade både hon och hennes svägerska Märta vid Eriks och Birgers gränsmöte i Knäred eller Fagerdala. Makarna fick åtta söner, av vilka samtliga dock dog som unga (därtill skall Ingeborg också ha fått sex missfall). År 1318 fick Ingeborg en son som levde. Enligt legenden visade hon upp babyn för allmänheten från sin vagn, varifrån han gled ur hennes grepp och bröt nacken.   
Strax före sin död inträdde Ingeborg 1318 som nunna i Sankta Clara kloster i Roskilde, enligt vissa uppgifter tvingad därtill av sin make sedan denne lastat henne för ett av barnens död, enligt andra källor i sorgen över sina bröder Erik och Valdemars död i Nyköpings gästabud. Enligt legenden ska hon kort före sin död ha förutsagt sin, makens och ärkebiskopens död.  
Ingeborg är begravd jämte sin make i Sankt Bendts Kirke i Ringsted. Hon är i Danmark även känd under namnet "Ingeborg Danabot".